# Benitoit
Benitoit – minerał z grupy krzemianów pierścieniowych. Należy do grupy minerałów wyjątkowo rzadkich.

## Właściwości
- Pokrój jego kryształów jest piramidalny, do 3 cm wielkości, występuje także w skupieniach tabliczkowych oraz ziarnistych[2]; kryształy wrosłe i narosłe[3];
- Zawiera 33,2% z baru i 11,5% z tytanu[2];
- W promieniach ultrafioletowych wykazuje silną niebieską fluorescencję[2];
- Wykazuje dwójłomność na poziomie 0,047[2];
- W świetle przechodzącym okazuje pleochroizm w odcieniach niebieskich i purpurowych[2];
- Dzięki charakterystycznym barwom pleochroicznym łatwo odróżnić go od szafiru[2];
- Dyspersja wynosi 0,046;
- Przezroczysty lub przeświecający[2][1];
- Rozszczepienie w jednym kierunku, niewyraźne[4];
- Wykazuje przełam od muszlowego do nierównomiernego[4];

## Historia i odkrycie
Benitoit został odkryty w 1907 roku przez poszukiwacza Jamesa M. Coucha na górze San Benito, w Kalifornii, mniej więcej w połowie drogi między San Francisco a Los Angeles. Couch początkowo sądził, że odkryty minerał jest szafirem, ponieważ miał podobny kolor. W 1909 roku próbka została przesłana na Uniwersytet Kalifornijski w Berkeley, gdzie mineralog George Louderback ustalił, że jest to nieznany wcześniej minerał. Szafir (korund) ma twardość 9 w skali Mohsa, natomiast benitoit jest znacznie bardziej miękki, co wykluczyło tę możliwość. Louderback nadał minerałowi nazwę „benitoit” od rzeki San Benito i hrabstwa San Benito, gdzie został odkryty.
W 1985 roku został uznany za oficjalny kamień szlachetny stanu Kalifornii.

## Występowanie
Najczęściej występuje w żyłach natrolitu, w łupkach glaukofanowych, w serpentynitach. Spotyka się go także w skałach okruchowych (piaskach). Okazy z hrabstwa San Benito występują w żyłach natrolitowych tnących łupki glaukofanowe, natomiast okazy z Ohmi w Japonii występują w żyłach riebeckitowo-kwarcowo-flogopitowej z albitem.
Współwystępuje najczęściej z: neptunitem, natrolitem, joaquinitem (okazy z Kalifornii), natomiast okazom z Japonii często towarzyszą ohmilite, bario-orthojoaquinite, leucosphenite. Inne minerały towarzyszące to przed wszystkim: andradyt, aktynolit oraz albit.
Możliwość pomylenia z: kordierytem, szafirem, spinelem, tanzanitem, turmalinem, azurytem, skapolitem.

### Miejsca występowania
Znaleziony po raz pierwszy w łupkach glaukofanowych w San Benito. W Kalifornii występuje także w hrabstwie Fresno. Poza Kalifornią na terenie Stanów został stwierdzony także w Montanie (hrabstwo Meagher), Arkansas (hrabstwo Hot Spring) oraz wśród trzeciorzędowych piasków w południowo-zachodnim Teksasie. Na świecie został odkryty także w prefekturze Niigata w Japonii, Nowej Zelandii (Broken Hill) oraz w utworach aluwialnych w Belgii.

## Zastosowanie
- benitoit jest bardzo rzadkim, cenionym w jubilerstwie kamieniem ozdobnym, szlifowanym najczęściej fasetkowo[9] (osobliwość jubilerska, szczególnie okazy fioletowe i różowe).
Największy oszlifowany okaz benitoitu (masa 7,83 ct) znajduje się w zbiorach Smithsonian Institution w Waszyngtonie.